# Pozzo piezometrico
Il pozzo piezometrico è un pozzo verticale che si utilizza nelle centrali idroelettriche.
Ha la funzione di proteggere dal colpo d’ariete la condotta forzata posta a monte. Il colpo d'ariete si genera a causa di una brusca diminuzione di portata della massa liquida che fluisce in una condotta: l'energia cinetica della massa si trasforma in energia di pressione (es. chiusura delle valvole in centrale). Più chiaramente, quando a valle si chiude la saracinesca che permette il deflusso dell'acqua, si crea alle sue spalle una sovrappressione che genera il cosiddetto colpo d'ariete. Per assorbire tale sovrappressione si utilizza il pozzo piezometrico, costruito a monte della saracinesca, nel quale può sollevarsi la colonna d'acqua che dissipa per l'appunto la indesiderata e pericolosa sovrappressione.
Il pozzo piezometrico ha anche la funzione di volano idraulico cioè di rendere immediatamente disponibile una certa quantità d'acqua a monte delle turbine all'apertura delle valvole in centrale.
L'altezza del pozzo piezometrico è tale da raggiungere almeno la quota di massimo invaso nel lago posto a monte. Infatti quando la centrale non funziona e non fluisce l'acqua nelle condotte, per il principio dei vasi comunicanti l'acqua nel pozzo raggiunge la stessa quota del lago posto a monte.